# 잠재 가격
잠재 가격(영어: Shadow price)은 시장에서 거래되지 않는 추상적이거나 무형적인 상품에 할당된 화폐 가치이다. 이는 종종 외부성의 형태를 취한다. 잠재 가격은 시장 왜곡을 일으키는 시장 도구(예: 할당량, 관세, 세금 또는 보조금)의 존재를 설명하기 위해 알려진 시장 가격을 재계산하는 것으로도 알려져 있다. 잠재 가격은 왜곡된 시장 도구를 제거하고 해당 상품 또는 서비스의 사회적 영향을 통합하여 적절하게 조정된 후 상품 및 서비스에 부여되는 실제 경제적 가격이다. 잠재 가격은 신뢰할 수 있는 데이터가 부족하여 종종 일련의 가정과 추정치를 기반으로 계산되므로 주관적이며 다소 부정확하다.
잠재 가격의 필요성은 “외부성”과 왜곡된 시장 도구의 존재로 인해 발생한다. 외부성은 상품 또는 서비스의 생산 또는 소비 결과로 제3자가 부담하거나 얻는 비용 또는 편익으로 정의된다. 외부 효과가 해당 생산의 최종 비용-편익 분석에서 고려되지 않는 경우이다. 이러한 부정확성과 왜곡된 결과는 시장 실패를 유발하며 이는 자원을 비효율적으로 배분한다.
시장 왜곡은 정부, 기업 및 기타 경제 주체의 개입으로 인해 시장이 완전 경쟁처럼 작동하지 않을 때 발생한다. 특히, 기업이 완전 경쟁 상태로 행동하지 않는 독점 또는 수요 독점의 존재, 조세 및 보조금을 통한 정부 개입, 공공재, 정보 비대칭, 노동 시장 규제는 시장에 왜곡을 일으키는 효과이다.
잠재 가격은 외부성 또는 왜곡된 시장 도구가 존재할 때 공공 정책 및 정부 프로젝트의 가치를 평가할 때 경제 및 재무 분석가에 의해 비용 편익 분석에서 종종 활용된다. 이러한 유형의 공공 정책 결정에서 잠재 가격을 활용하는 것은 해당 결정의 사회적 영향을 고려할 때 매우 중요하다. 잠재 가격을 분석에 통합한 후, 정책 또는 프로젝트로 인한 영향은 시장 가격을 사용하여 얻은 값과 다를 수 있다. 이는 시장이 애초에 비용이나 편익을 제대로 가격 책정하지 않았거나 전혀 가격 책정하지 않았다는 것을 나타낸다. 잠재 가격으로 분석을 수행함으로써 분석가는 프로젝트 수행이 전체적으로 발생하는 비용보다 더 큰 편익을 제공할지 여부를 결정할 수 있다. 이는 사적 또는 참조 그룹의 편익만을 고려하는 것이 아니다.
전통적으로 잠재 가격은 정부 주도 연구에서 사용되었지만, 기업들이 의사결정의 사회적 영향을 평가하려 함에 따라 민간 부문에서의 잠재 가격 사용이 점점 더 보편화되고 있다. 환경, 사회, 기업 지배구조(ESG) 투자에 대한 열망이 커지면서 기업과 투자자가 생산 및 투자 결정의 사회적 영향을 평가해야 할 필요성도 커졌다. 이러한 추세는 대부분의 다국적 기업이 이산화탄소 배출량을 줄이고 사업 활동이 사회에 미치는 영향을 인정하겠다는 약속에서 볼 수 있다.
아래 그림들은 잠재 가격이 자원의 효율적인 배분에 어떻게 영향을 미칠 수 있는지 보여준다. 그림 1은 사회적 한계 비용이 사적 한계 비용보다 적은 양의 잠재 가격을 보여준다. 이에 대한 예시는 백신 접종인데, 백신을 맞으면 감염성 질병을 더 이상 퍼뜨리지 않으므로 사회의 다른 사람들에게 혜택을 제공한다. 사적 한계 비용(PMC)은 단순히 백신 생산 비용이며, 사회적 한계 비용(SMC)은 PMC에서 백신 접종의 순 사회적 편익을 뺀 값이다.
그림 2는 사회적 한계 비용이 사적 한계 비용보다 큰 음의 잠재 가격을 보여준다. 이에 대한 예시는 오염인데, 독성 폐기물을 수로에 버리는 것은 해당 지역의 어류 자원에 부정적인 영향을 미쳐 지역 어부의 소득을 감소시킨다. 이 경우 사적 한계 비용(PMC)은 단순히 화학 물질 생산 비용이며, 사회적 한계 비용(SMC)은 PMC에서 독성 폐기물 폐기물의 순 사회적 비용을 뺀 값이다.

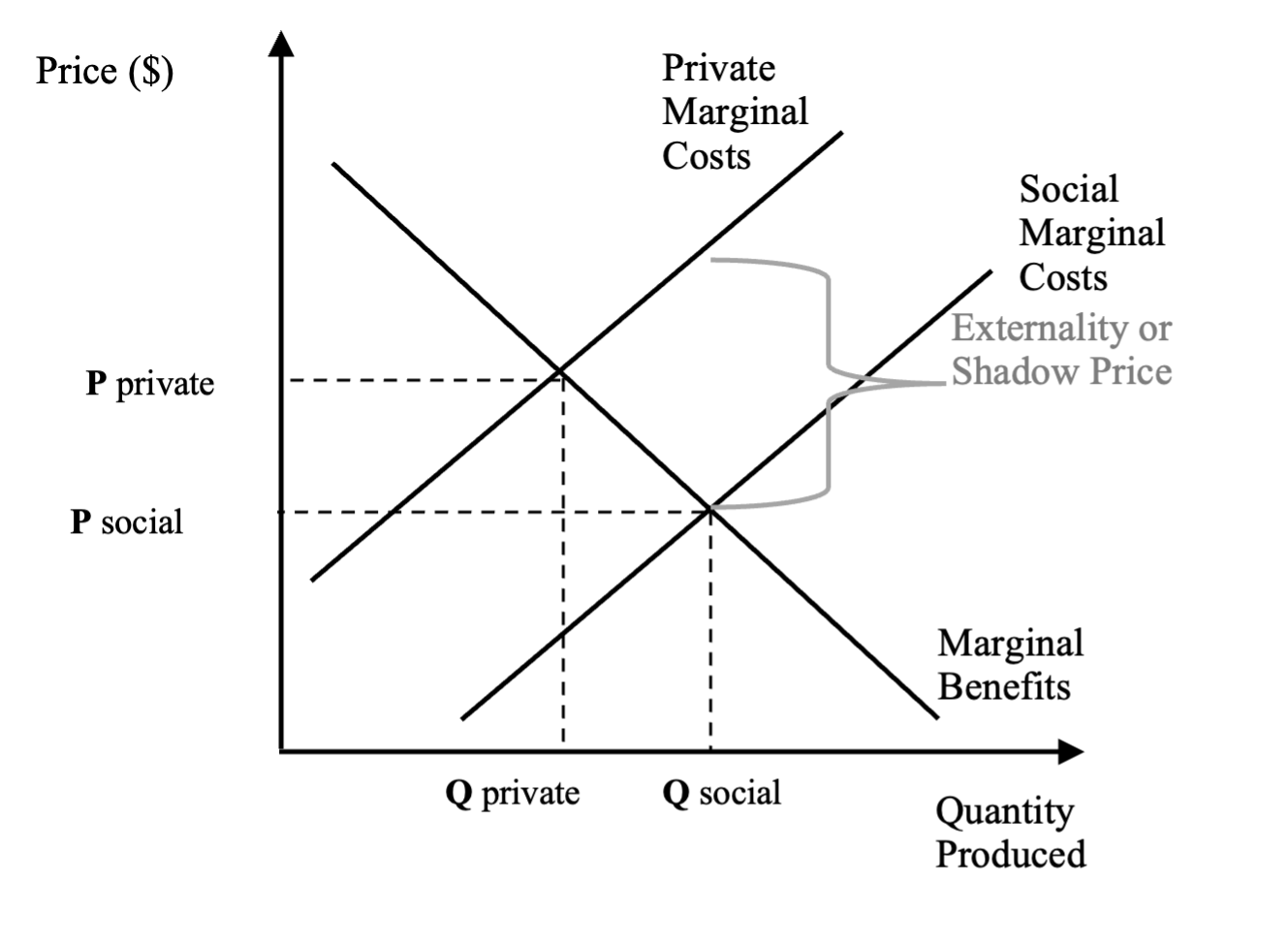
그림 1: 양의 잠재 가격의 존재를 보여준다. 이 경우 생산은 사회적 최적 균형을 충족하기 위해 증가해야 한다.

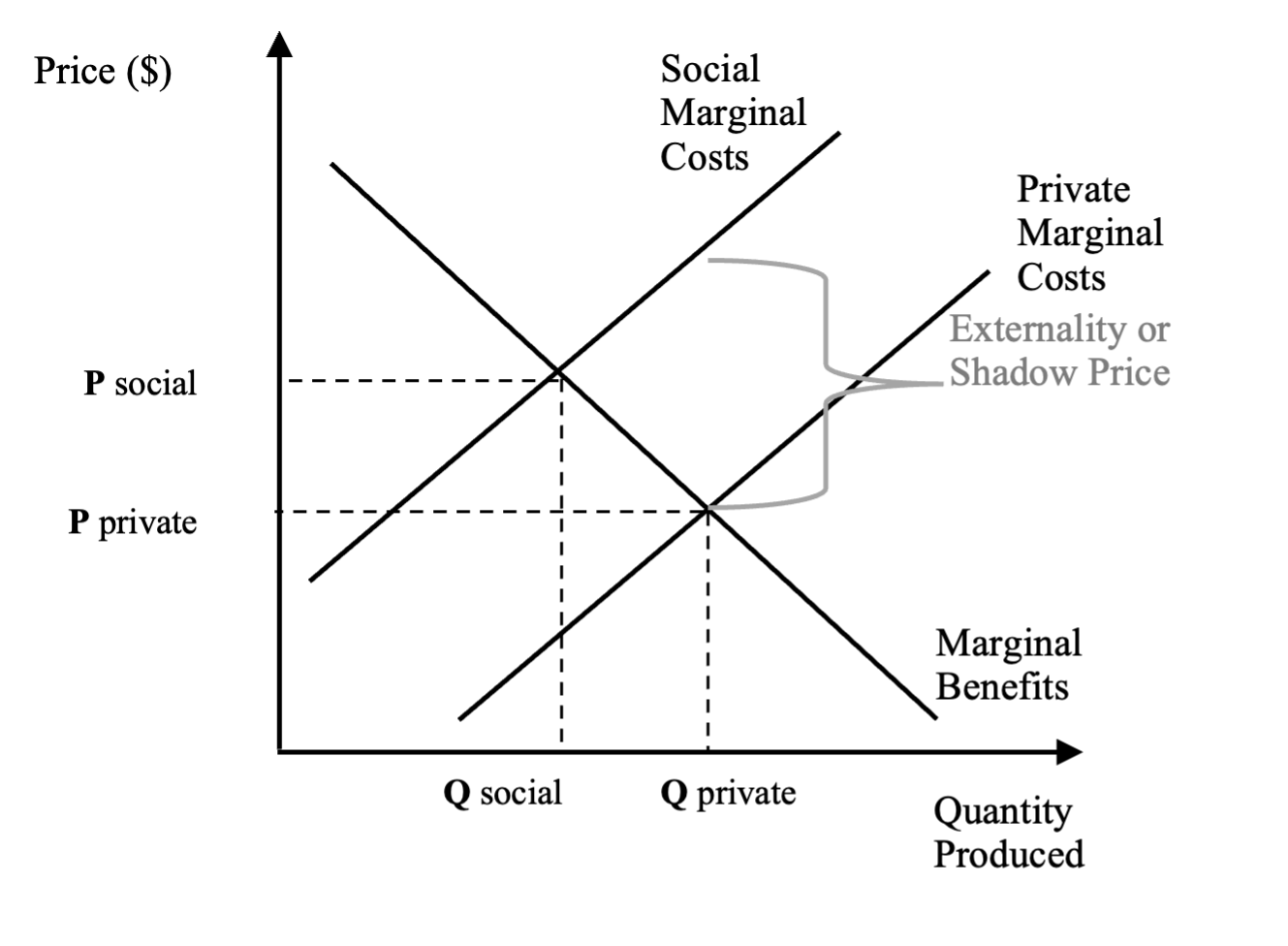
그림 2: 음의 잠재 가격의 존재를 보여준다. 이 경우 생산은 사회적 최적 균형을 충족하기 위해 감소해야 한다.

## 비용 편익 분석
잠재 가격은 부정확할 수 있지만, 여전히 비용 편익 분석에서 자주 사용된다. 기업 소유주와 정책 입안자들은 프로젝트의 무형 비용과 편익을 결정하기 위해 잠재 가격을 사용한다. 이러한 무형 요인의 금전적 가치를 추정하는 데는 일반적으로 여러 가지 도구가 있다. 여기에는 조건부 가치 평가, 편익 가치 이전, 그리고 현시선호이론이 포함되며, 이는 헤도닉 가격 및 여행 비용 방법을 포함한다.
잠재 가격은 비용-편익 분석 중 정량화하기 어려운 무형 요인의 금전적 가치를 파악하는 데 자주 사용된다. 공공경제학의 맥락에서 잠재 가격은 정부와 정책 입안자들이 공공 프로젝트를 추진해야 하는지 평가하는 데 매우 유용하다. 이는 공공재가 시장에서 거래되는 경우가 거의 없어 가격을 결정하기 어렵기 때문이다. 이러한 재화의 금전적 가치를 결정하는 데 도움이 되도록 이 세 가지 도구가 자주 사용된다. 정부가 연간 통근자에게 50만 시간 절약, 연간 5명 사망 방지, 교통 체증 감소로 인한 대기 오염 감소 등의 편익을 제공하지만 현재가치 비용이 2억 5천만 달러인 고속도로 프로젝트를 추진할지 결정하는 예를 들어보자.

## 조건부 가치 평가
조건부 가치 평가는 명시적 선호 기법이다. 조건부 가치 평가는 사람에게 직접 질문하여 특정 재화에 대해 그 사람이 부여하는 가치를 추정한다. 이는 본질적으로 개인이 무형의 편익을 위해 얼마를 지불할 의향이 있는지, 또는 무형의 해악을 피하기 위해 얼마를 지불할 의향이 있는지에 대한 설문조사이다. 일반적으로 이러한 설문조사는 가상의 공공재 또는 서비스에 대한 자세한 설명을 포함하고, 응답자에게 얼마를 지불할 의향이 있는지 묻고, 응답자의 관련 인구 통계 데이터를 수집한다. 이러한 설문조사 질문의 일반적인 유형에는 개방형, 국민투표형, 지불 카드형, 이중 구속 국민투표형이 있다.
조건부 가치 평가의 장점은 때때로 공공재의 가치를 평가하는 유일한 실현 가능한 방법이라는 점이다. 이는 특히 가치를 결정하는 데 사용할 수 있는 명확한 시장 가격이 없을 때 더욱 그렇다. 반면에 이 방법에는 많은 단점도 있다. 예를 들어, 설문조사 구조와 질문의 틀이 결과에 큰 차이를 가져오고 결과에 편향을 유도할 수 있다. 다른 경우에는 응답자들이 해당 공공재의 가치를 얼마로 평가해야 할지 전혀 모를 수도 있다.
고속도로 프로젝트의 예에서 정책 입안자는 응답자에게 특정 시간을 절약하거나 교통 체증 시간을 줄이기 위해 얼마를 지불할 의향이 있는지 묻는 설문 조사를 설계할 수 있다. 그러나 응답자들은 생명에 가치를 부여하는 것을 어렵거나 불편하게 느낄 수 있다.

## 편익 가치 이전
편익 가치 이전(Benefit value transfer) 방법은 유사한 특성을 가진 유사한 프로젝트 또는 연구의 데이터, 모델, 기능 및 결과를 사용하여 프로젝트의 가치 또는 편익을 추정한다. 편익 가치 이전에는 가치 이전(value transfer)과 기능 이전(function transfer)의 두 가지 접근 방식이 있다. 가치 이전은 이전 프로젝트 또는 현장의 개별 단위 가치를 새로운 프로젝트 추정에 이전하는 것을 포함한다. 유사하고 정확한 연구의 일치 또는 식별은 결과 추정에 중요하다. 반대로 기능 이전은 여러 연구에서 파생된 가치 평가 기능을 사용한다. 메타분석을 사용하여 가치 평가 이전을 생성할 수 있다. 따라서 기능 이전을 사용하면 더 정확한 결과를 얻을 수 있다.
그럼에도 불구하고 편익 이전 방법의 일반적인 오류는 측정 오류와 이전 오류이다. 측정 오류는 연구 선택 및 가정에 대한 편향에서 발생할 수 있다. 이전 오류는 가치의 유사성, 정확성 또는 일치성에서 발견된다. 그러나 편익 이전 방법은 시간 제약 및 비용을 포함하여 원본 연구 수행에 한계가 있을 때 프로젝트의 경제적 가치를 계산하는 경제적으로 효율적인 방법을 제공한다.

## 현시선호이론
현시선호이론은 개인이 비금전적 결과에 얼마나 가치를 두는지 결정하기 위해 실제 행동에 대한 관찰을 기반으로 한다. 즉, 개인의 구매 행동을 관찰하는 것이 그들의 선호를 결정하는 가장 좋은 방법이다. 이는 개인이 다른 대안보다 자신의 구매 결정을 내렸다고 가정하며, 이는 최종 구매가 선호되는 것임을 의미한다. 또한 선호되는 선택이 가격과 예산 제약에 따라 달라질 수 있는 여지를 허용한다. 따라서 가격과 예산 제약을 변경함으로써 특정 가격과 제약 하에서 개인/개인의 선호되는 선택에 대한 스케줄을 만들 수 있다.
현시선호이론의 장점은 조건부 가치 평가가 가져올 수 있는 편향을 줄인다는 점이다. 실제 행동을 기반으로 하므로 개인이 답변을 조작하거나 추측하기 훨씬 어렵다. 반면에 이 도구에도 한계가 있다. 예를 들어, 다른 선택보다 특정 선택을 선호하게 만들 수 있는 다른 요인을 통제하기 어렵다. 또한 두 가지 똑같이 선호되는 선택 간의 무관심을 완전히 통합하지 못한다.
고속도로 프로젝트 예시에서 조건부 가치 평가가 개인의 생명 가치를 결정하는 데 부족할 수 있는 경우, 현시선호이론이 더 적합할 수 있다. 예를 들어, 정책 입안자들은 사망 확률을 높이는 더 위험한 직업을 선택하기 위해 개인이 얼마나 더 많은 급여를 받아야 하는지 살펴볼 수 있다. 그러나 현시선호이론의 단점도 발생한다. 이 경우, 위험한 직업이 사망뿐만 아니라 부상 확률도 높이거나 다른 측면에서도 불쾌한 경우, 더 높은 임금은 다른 요소를 포함하여 결과를 오도할 수 있다.

### 헤도닉 가격
헤도닉 가격은 회귀 분석을 사용하여 특정 무형 비용 또는 편익의 가치를 분리하는 모델이다. 이는 가격이 내부 특성과 외부 요인 모두에 의해 결정된다는 전제에 기반한다. 또한 개인은 재화 자체보다 재화의 특성을 중요하게 생각하며, 이는 가격이 일련의 내부 및 외부 특성을 반영할 것임을 의미한다. 이는 주로 주택 가격의 변동을 계산하여 지역 환경 요인의 가치를 반영하는 데 사용된다. 이 모델은 널리 사용 가능하고 상대적으로 정확한 시장 데이터를 기반으로 하므로 논란의 여지가 적고 비용이 적게 든다.
따라서 헤도닉 가격의 주요 장점 중 하나는 실제 선택에 대한 가치를 추정하는 데 사용할 수 있다는 점이다. 이 방법은 또한 매우 다재다능하며 다른 요인과의 다양한 상호 작용을 통합하도록 조정될 수 있다. 그러나 주요 단점 중 하나는 상당히 제한적이라는 점이다. 주로 주택 가격과 관련된 것만 측정할 수 있다. 또한 개인은 소득을 고려하여 선호하는 조합을 자유롭게 선택할 수 있다고 가정하지만 실제로는 시장이 세금 및 이자율 변화에 영향을 받을 수 있으므로 그렇지 않을 수 있다.
고속도로 프로젝트의 예에서 헤도닉 가격은 대기 오염 감소의 편익을 평가하는 데 유용할 수 있다. 이는 주택 크기, 주택 연령, 침실 및 욕실 수, 범죄 통계, 학교 품질 등을 포함하는 다양한 통제 변수를 사용하여 주택 가치와 깨끗한 공기 간의 회귀 분석을 실행할 수 있다. 헤도닉 가격은 또한 절약된 시간의 금전적 가치를 정량화하는 데 고려될 수 있다. 이는 유사한 통제 변수 세트를 사용하여 주택 가치와 직장 근접성 간의 회귀 분석을 실행할 수 있다.

#### 그림 #1
효용 함수 {\displaystyle u}를 가진 소비자가 가격 {\displaystyle \,\!p_{1},p_{2}}에 직면하고 소득 {\displaystyle \,\!m}을 가지고 있다고 가정하자. 그러면 소비자의 문제는 다음과 같다:
{\displaystyle \max\{u(x_{1},x_{2}):p_{1}x_{1}+p_{2}x_{2}=m\}.}
라그랑주 보조 함수 {\displaystyle L(x_{1},x_{2},\lambda ):=u(x_{1},x_{2})+\lambda (m-p_{1}x_{1}-p_{2}x_{2})}를 구성하고, 1차 조건을 취하며, 안장점을 해결하면 {\displaystyle x_{1}^{*},\,x_{2}^{*},\,\lambda ^{*}}를 얻을 수 있으며, 이는 다음을 만족한다:
{\displaystyle \lambda ^{*}=\left.{\frac {\partial u(x_{1}^{*},x_{2}^{*})}{\partial x_{1}}}\right/p_{1}=\left.{\frac {\partial u(x_{1}^{*},x_{2}^{*})}{\partial x_{2}}}\right/p_{2}.}
이것은 소비자 최대화의 맥락에서 라그랑주 승수에 대한 명확한 해석을 제공한다. 소비자가 최적 소비 수준에서 추가 소득 단위(예산 제약이 완화됨)를 얻을 때, 각 재화에 대한 소득 단위당 한계 효용이 위에서와 같이 {\displaystyle \,\!\lambda ^{*}}와 같다면, 추가 소득 단위당 최대 효용의 변화는 {\displaystyle \,\!\lambda ^{*}}와 같을 것이다. 왜냐하면 최적점에서 소비자는 추가 소득을 어느 재화에 지출하든 소득 단위당 동일한 한계 효용을 얻기 때문이다.

#### 그림 #2
가격이 고정되어 있을 때, 간접 효용 함수를 다음과 같이 정의하면
{\displaystyle U(p_{1},p_{2},m)=\max\{\,\!u(x_{1},x_{2}){\mbox{ }}:{\mbox{ }}p_{1}x_{1}+p_{2}x_{2}=m\},}
다음과 같은 항등식이 성립한다:
{\displaystyle \,\!U(p_{1},p_{2},m)=u(x_{1}^{*}(p_{1},p_{2},m),x_{2}^{*}(p_{1},p_{2},m)),}
여기서 {\displaystyle \,\!x_{1}^{*}(\cdot ,\cdot ,\cdot ),x_{2}^{*}(\cdot ,\cdot ,\cdot )}는 수요 함수이다. 즉, {\displaystyle x_{i}^{*}(p_{1},p_{2},m)=\arg \max\{\,\!u(x_{1},x_{2}){\mbox{ }}:{\mbox{ }}p_{1}x_{1}+p_{2}x_{2}=m\}{\mbox{ for }}i=1,2.}
이제 최적 지출 함수를 정의한다.
{\displaystyle \,\!E(p_{1},p_{2},m)=p_{1}x_{1}^{*}(p_{1},p_{2},m)+p_{2}x_{2}^{*}(p_{1},p_{2},m).}
미분 가능하다고 가정하고 {\displaystyle \,\!\lambda ^{*}}가 {\displaystyle \,\!p_{1},p_{2},m}에서의 해라고 가정하면, 다변수 연쇄 법칙에 따라 다음을 얻는다:
{\displaystyle \,\!{\frac {\partial U}{\partial m}}={\frac {\partial u}{\partial x_{1}}}{\frac {\partial x_{1}^{*}}{\partial m}}+{\frac {\partial u}{\partial x_{2}}}{\frac {\partial x_{2}^{*}}{\partial m}}=\lambda ^{*}p_{1}{\frac {\partial x_{1}^{*}}{\partial m}}+\lambda ^{*}p_{2}{\frac {\partial x_{2}^{*}}{\partial m}}=\lambda ^{*}\left(p_{1}{\frac {\partial x_{1}^{*}}{\partial m}}+p_{2}{\frac {\partial x_{2}^{*}}{\partial m}}\right)=\lambda ^{*}{\frac {\partial E}{\partial m}}.}
이제 다음과 같이 결론을 내릴 수 있다:
{\displaystyle \,\!\lambda ^{*}={\frac {\partial U/\partial m}{\partial E/\partial m}}\approx {\frac {\Delta {\text{optimal utility }}}{\Delta {\text{optimal expenditure}}}}.}
이는 다시 명확한 해석을 제공하는데, 최적 지출의 한 단위 증가는 최적 효용의 {\displaystyle \,\!\lambda ^{*}} 단위 증가로 이어진다.

### 여행 비용 방법
여행 비용 방법은 각 개인이 레크리에이션 장소로 이동하는 데 드는 여행 비용을 사용하여 레크리에이션 장소의 경제적 가치를 추정하는 데 사용된다. 비용에는 해당 장소에 가는 데 걸리는 시간의 기회비용, 교통비, 숙박비, 주차 요금 등이 포함된다. 또한 개인이 출발하는 지역은 구역으로 분류된다. 따라서 각 개인이 부담하는 비용은 서로 다르다. 더욱이 연간 방문 횟수도 지불의사를 나타내는 데 고려된다. 이 데이터를 통해 총수요 곡선이 생성된다.
두 가지 접근 방식이 있다: 개별 여행 비용 방법과 구역 여행 비용 방법. 전자는 개별 여행 비용, 연간 방문 횟수 및 기타 변수에 중점을 둔다. 후자는 다른 구역에서 온 연간 방문 횟수에 중점을 둔다.
그러나 비용에 대한 정확한 데이터를 얻는 것은 어려울 수 있다. 여행 비용 방법은 개인이 여행에서 얻는 가치나 즐거움을 고려하지 않는다. 또한 이 방법은 다목적 여행, 한계 비용을 고려하지 않으며, 단순히 전체 장소의 가치만 추정한다.

## 제약된 최적화
경제학에서 제약된 최적화의 잠재 가격은 최적화 문제의 목적 함수 최적 값에서 제약을 완화함으로써 얻어지는 제약의 무한소 단위당 변화를 의미한다. 만약 목적 함수가 효용이라면, 이는 제약을 완화함으로써 얻는 한계효용이다. 만약 목적 함수가 비용이라면, 이는 제약을 강화함으로써 발생하는 한계 비용이다. 사업 적용에서 잠재 가격은 경영진이 특정 한정된 자원의 추가 단위에 대해 지불할 의사가 있는 최대 가격이다. 예를 들어, 생산 라인이 이미 최대 40시간 한계에서 가동 중인 경우, 잠재 가격은 관리자가 이 변경으로 얻을 수 있는 편익을 바탕으로 추가 한 시간 동안 가동하는 데 지불할 의사가 있는 최대 가격이 될 것이다.
더욱 공식적으로, 잠재 가격은 최적 해에서의 라그랑주 승수법의 값이며, 이는 제약의 무한소 변화에서 발생하는 목적 함수의 무한소 변화를 의미한다. 이는 최적 해에서 목적 함수의 기울기가 라그랑주 승수법과 동일한 가중치를 가진 제약 함수 기울기의 선형 조합이라는 사실에서 비롯된다. 최적화 문제의 각 제약은 잠재 가격 또는 쌍대 문제 변수를 갖는다.

## 최적 제어
최적 제어 이론에서 잠재 가격의 개념은 공동 방정식으로 재정의되며, 폰트랴긴 최솟값 원리를 통해 관련 해밀토니언 (제어 이론)의 최소화를 통해 문제가 해결된다.

## 같이 보기
- 쌍대 문제
- 조지 댄치그
- 레오니트 칸토로비치
- 선형 계획법
- 시장 가격
- 램지-캐스-코프만스 모형
- 환원 비용

## 추가 문헌
- Kanbur, Ravi (1987), 〈Shadow pricing〉,   Eatwell, John; Milgate, Murray; Newman, Peter K., 《The New Palgrave: a dictionary of economics, volume IV》 2판, London New York Tokyo: Macmillan Stockton Press Maruzen, 316–317쪽, ISBN 9780333740408.
- Misra, S.K.; Puri, V.K. (2012). 《Economics of development and planning: Theory and practice》. Mumbai: Himalaya Publishing. ISBN 9789350518403.
- Hueting, Roefie (2011). 《The future of the environmentally sustainable national income》. 《Ökologisches Wirtschaften》 25 (oekom). 30–35쪽. doi:10.14512/oew.v25i4.1161.